# Gelis rabidae
Gelis rabidae är en stekelart som beskrevs av Barron 1987. Gelis rabidae ingår i släktet Gelis och familjen brokparasitsteklar. Inga underarter finns listade i Catalogue of Life.